# Hans Cohrssen
Hans R. L. Cohrssen (* 19. September 1905 in Neustadt an der Weinstraße; † 10. Januar 1997 in Frankfurt am Main) war ein deutsch-amerikanischer Freiwirt, Mitbegründer der US-amerikanischen Free Economic League (Freiwirtschaftsliga) und enger Mitarbeiter Irving Fishers (1867–1947). Nach dem Zweiten Weltkrieg, an dem er als Freiwilliger der US-Army teilgenommen hatte, war er maßgeblich am Aufbau des demokratischen deutschen Rundfunks beteiligt.

## Leben
Hans Cohrssen wurde als Sohn der jüdischen Kaufhausbesitzer Siegfried und Helene Cohrssen geboren. Sein Vater, der ursprünglich Salomon Cohen hieß, hatte sich in jungen Jahren umbenennen lassen und mit „Siegfried Cohrssen“ einen nordisch klingenden Namen zugelegt, die Initialen des ursprünglichen Namens aber beibehalten. Cohrssens Elternhaus in Neustadt existiert noch; es befindet sich an der Hauptstraße 43.
Hans Cohrssen erlernte nach seiner Schulzeit den Beruf eines Großhandelskaufmanns (Eisen- und Metallhandel) und war danach drei Jahre in seinem erlernten Beruf als Angestellter tätig.
Als junger Mann befasste sich Cohrssen mit den Anschauungen Mahatma Gandhis, die ihn stark beeindruckten. Auf der Suche nach Gleichgesinnten stieß er auf Anhänger der Lebensreformbewegung und über sie auf die Natürliche Wirtschaftsordnung Silvio Gesells. Im Jahr 1926 wanderte er in die Vereinigten Staaten aus und verdiente dort seinen Lebensunterhalt zunächst als Teilhaber eines Reformhauses und später als Taxifahrer in New York. Der New Yorker Börsencrash vom Oktober 1929 sowie die sich anschließende Weltwirtschaftskrise führten dazu, dass Cohrssen sich auf eine volkswirtschaftliche Ursachensuche begab. Dabei erinnerte er sich an die Freiwirtschaftslehre Silvio Gesells, von der er in Kreisen der Lebensreform-Bewegung gehört hatte, von der er aber „nur eine oberflächliche Kenntnis“ besaß. In der Bibliothek der Stable Money Association, einer von Irving Fisher und Freunden gegründeten währungspolitischen Organisation, fand er die gesuchten Informationen. Als sie geschlossen werden musste, wurde ihm von Fisher der Bücherbestand übereignet. Er wurde zur theoretischen Basis Cohrssens weiterer Aktivitäten.
Im Jahr 1931 gründete Cohrssen mit Freunden, die ebenfalls aus Deutschland eingewandert waren, die Free Economic League. Ihr Ziel war es, die Ideen Silvio Gesells und insbesondere die Ergebnisse der freiwirtschaftlichen Geldexperimente in den Vereinigten Staaten bekanntzumachen. Cohrssen und seine Freunde waren allerdings nicht die ersten, die freiwirtschaftliches Gedankengut in den USA verbreiteten. Als Pionier in diesem Zusammenhang gilt der ebenfalls deutschstämmige Arzt und Naturheilkundige Hugo Fack, der zahlreiche freiwirtschaftliche Schriften ins Englische übersetzte, selbst verfasste und herausgab, darunter auch die von ihm redigierte Monatszeitschrift Freedom and Plenty, die ab 1930 erschien, sowie 1934 die amerikanische Ausgabe der Natürlichen Wirtschaftsordnung (Natural Economic Order). Die Mitglieder der Free Economic League verbreiteten auf vielfältige Weise die freiwirtschaftlichen Anschauungen. Cohrssen verfasste Artikel für Zeitschriften, hielt Vorträge in Vereinen sowie auf privaten Gesellschaften und schrieb Briefe an Mitglieder des US-amerikanischen Kongresses. Er wandte sich auch an Irving Fisher und machte ihn auf das freiwirtschaftliche Schwundgeldexperiment von Wörgl (1932) aufmerksam. Fisher lud ihn zu einer persönlichen Unterredung ein und berichtete über eine Fülle von Anfragen, die sich auf die Veröffentlichungen der Free Economic League bezogen und Fishers Stellungnahme dazu erbaten. Irving Fisher war bereits von den währungspolitischen Ideen Silvio Gesells überzeugt und beschäftigte sich mit dem Gedanken, darüber ein Handbuch herauszugeben. Er bat Cohrssen um Mithilfe. Um die Jahreswende 1932/33 erschien das Buch Stamp Scrip. Neben Irving Fisher werden als Mitautoren Hans Cohrssen und Herbert Wescott Fisher genannt.
Das Buch stieß in der Zeit der Great Depression zunächst auf viele Interessierte. Die Handelskammer von Pennsylvania ließ Schwundgeld in Höhe von 100.000 Dollar drucken. Der Staat Oregon beschloss die Ausgabe von 80 Millionen Dollar Schwundgeld, um öffentliche Arbeiten zu finanzieren. Hinzu kamen 450 Städte und Gemeinden, die bereit waren, Schwundgeld herauszugeben. Die Durchführung der Experimente scheiterten aber schließlich am Verbot von Banken und Notgeld, das Präsident Franklin D. Roosevelt Anfang März 1933 aussprach. Es folgten weitere Veröffentlichungen Fishers, an denen Cohrssen maßgeblich beteiligt war, darunter das Buch Stable Money: A History of the Movement (1934). Nur ein Jahr später erschien unter dem Titel Feste Währung. Zur Entwicklungsgeschichte der Idee die deutsche Übersetzung.
Cohrssen trat 1941 freiwillig den Militärdienst für die USA an, kam 1945 als Radio Officer der U.S. Army nach Österreich und war Gründer und bis März 1946 Leiter des US-Besatzungssenders Rot-Weiß-Rot in Salzburg. Ohne vorherige Rundfunkerfahrung gelang ihm in den etwa zehn Monaten seiner dortigen Tätigkeit die Einführung neuer Programmformen, darunter eine Diskussionssendung mit Einbeziehung des Publikums und eine populäre Personensuchsendung. Er regte auch die erste weltweite Übertragung der Salzburger Festspiele an.
Ab 1947 arbeitete er aktiv mit am Aufbau des Hessischen Rundfunks in Frankfurt am Main. Als Nachfolger von Golo Mann fungierte er bis zur Übergabe des Senders in deutsche Hände im Jahr 1949 als Kontrolloffizier. In seinen Erinnerungen erzählt er von seinen Auseinandersetzungen mit dem damaligen Chefredakteur Hans Mayer und weiteren Mitarbeitern, da diese nach Cohrssens Einschätzung prokommunistische Inhalte vertraten. Für seine Leistungen beim Aufbau des Nachkriegsrundfunks erhielt er 1995 die Leuschner-Medaille des Landes Hessen.
Nach der Zeit beim HR war er Mitarbeiter bei Radio Free Europe, Direktor einer US-Stiftung zur Produktion einer „Stimme Europas“ und in dessen Anfangsjahren für die Filmredaktion des ZDF tätig.
Cohrssen gründete 1989 den gemeinnützigen Verein Irving Fisher-Gesellschaft in Frankfurt am Main.
Hans Cohrssen war ab 1953 mit der Theaterschauspielerin Martha Marbo verheiratet. Aus der Ehe gingen ein Sohn und eine Tochter hervor.

## Auszeichnungen
- 1995 Wilhelm-Leuschner-Medaille

## Veröffentlichungen
- WÄRA. In: The New Republic. 8/1932
- Stamp Scrip (gemeinsam mit Irving Fisher und Herbert Wescott Fisher). Adelphi Company: 1932
- Mussolini and the Ethiopian War. In: Irving Fisher Institute. New Haven. 9/1935
- The Campaign of 1936 and Sweden. In: Irving Fisher Institute. New Haven oJ [1936?]
- Belgian Devalutation. Success or Failure?. In: The People's Money. New York. 9/1935
- Das beginnende Experiment der Wissenschaft für eine gesunde Geldordnung. In: Das Freigeldexperiment von Wörgl (Hrsg.: Internationale Vereinigung für natürliche Wirtschaftsordnung). oJ. S. 17–24
- Einer, der auszog die Welt zu verändern. Erinnerungen eines Jahrhundertzeugen. Knecht-Verlag: Frankfurt am Main 1999 (Taschenbuch). ISBN 3-7820-0744-1